# バンド・オン・ザ・ラン
『バンド・オン・ザ・ラン』（英語: Band on the Run）は、1973年に発売されたポール・マッカートニー&ウイングスのアルバム。ビートルズ解散後のポールのアルバムとしては5作目、ウイングス名義では3作目である。

## 解説
このアルバムは全英・全米とも1位になり、アメリカだけで300万枚以上、全世界では600万枚以上の売上を記録した。現時点でビートルズ解散後にマッカートニーが最も商業的に成功したアルバムとなっているが、制作過程、セールスともに決して順調なものではなかった。

### 制作に至る経緯
ビートルズの「解散」以来、マッカートニーは4枚のアルバムと6枚のシングルをリリースし、そのほとんどがチャートの上位を獲得していた。しかしその一方で音楽評論家による酷評とも言える低評価に悩まされていた。マンネリ化していると感じていたロンドンでのレコーディングから、場所を変えて新しい刺激を受ける必要があると考えたマッカートニーはEMIに頼んで海外のレコーディング・スタジオのリストを送ってもらった。アフリカでレコーディングするというアイデアに惹かれたマッカートニーはナイジェリアのラゴスに決め、1973年8月に出発することになった。
前作『レッド・ローズ・スピードウェイ』と直後のイギリス・ツアーで大成功を収めたマッカートニーは、7月27日から5週間にわたってスコットランドの農場でリハーサル・セッションを開始した。ところが、マッカートニーと演奏について意見を対立させたヘンリー・マカロックが脱退してしまった。また デニー・シーウェルも、ギタリストの補充ができるまで渡航の延期を進言したが受け入れられなかったため、飛行機がガトウィック空港を出発する直前になってグループを脱退してしまった。

### レコーディング
残されたメンバー3人はレコーディング・エンジニアのジェフ・エメリックを伴い、予定通り8月30日にラゴスに到着した。しかし現地のスタジオはロンドンの最先端環境とはかけ離れたものだった。騒々しいプレス工場が隣にあり、工事はまだ完了していなかった。設備も粗末で不十分だった。コントロール・デスクは故障しており、テープ・マシンはスチューダー社製の8トラック1台だけでバックアップ設備も音響防音スクリーンもなく、マイクは戸棚の中の段ボール箱に入った一式だけだった。
マッカートニーは地元のミュージシャンを起用してアルバムにアフリカの雰囲気を取り入れることを考えていた。ラゴス空港近くに家を借り、スタジオの準備が整うまでの間、地元のバンドを見て回った。ところがミュージシャンで政治活動家のフェラ・クティから「マッカートニーたちはアフリカ音楽を搾取し、盗むために来た」と公然と非難された。マッカートニーは実際にバンドの演奏を聴かせ、理解を求めた。結局、クティとは和解したが、地元ミュージシャンの起用は断念し、すべて自分たちで行うことに決めた。エメリックの尽力でようやくスタジオの準備が整うと、「マムーニア」からレコーディングが始まった。マッカートニーは、ソロ・アルバム制作時と同様に様々な楽器を演奏した。
ナイジェリアを訪れて2週間ほど経ったある夜、忠告に反して外を歩いていたマッカートニー夫妻は強盗に襲われた。犯人はナイフを突きつけ貴重品をすべて持ち去り、手書きの歌詞や曲が詰まったノートや、レコーディングする曲のデモテープの入ったバッグまで盗んでいった。このためマッカートニーはその後のレコーディングを曲の歌詞と譜面を思い出しながら行わなければならなかった。
その数日後、今度はマッカートニーがヴォーカル・トラックのオーバーダビング中に息苦しさと胸の痛みを訴えて昏倒してしまう事態が起きた。心臓発作も疑われたが、医師のの診断ではタバコの吸いすぎによる気管支痙攣ということだった。しかし数日間の入院を余儀なくされたため、レコーディングも中断された。
さらに熱帯低気圧の影響による豪雨で頻繁にスタジオが停電してしまうなど、数々の困難に直面したが、最終的にアルバムの基本曲の大半のレコーディングは、オーバーダビングと合わせて、ナイジェリアでの6週間で完了した。
バンドがロンドンに戻って2週間後の10月、ジョージ・マーティンのAIRスタジオで、ナイジェリアで録音された8トラック録音の多くを16トラックに移す作業を行い、「ジェット」など録音していなかった残りの曲のレコーディングを行った。さらにサックス奏者のハウイー・ケイシーのソロをオーバーダビングした。また当時T・レックスのプロデュースで名を馳せていたトニー・ヴィスコンティをオーケストレーションに起用した。最後に、ロンドンのキングスウェイ・スタジオでエメリックが11月初旬の3日間をかけてミキシングを行い、完成した。

### リリース
アルバムは年末商戦に合わせて11月下旬に発売される予定だった。ところがアメリカでの販売を担うキャピタル・レコードの副社長アル・クーリーは、アルバムに最新シングル「愛しのヘレン」が含まれていないことを知るとすぐにマッカートニーに電話をかけ、アルバムの売上増を狙うためにはシングル曲が収録されていることが必要であると強く説得した。結局マッカートニーは渋々承諾し、曲順を修正した上で収録することになったが、イギリスなど他の国ではマッカートニーの意向どおり「愛しのヘレン」は収録されなかった。
既に年末商戦が始まってしまった12月5日にアメリカで、7日にイギリスでようやく発売された。ところが大衆の反応は鈍く、発売から2週間以上たったクリスマス直前にビルボード誌初登場33位と、期待に反して売り上げが伸び悩んだ。一方イギリスでも12月22日にアルバム・チャート第9位まで上昇したが、翌々週には第13位に落ちてしまった。クーリーはこの状況を打破するためにはアルバムからのシングル・カットが必要と考え、マッカートニーも仕方なく承諾した。
第1弾シングルはラジオ局で好評だった「ジェット」になった。1974年1月28日にアメリカで発売されると、3月30日には7位にまで上昇した。このてこ入れが功を奏し、アルバムは発売から4ヶ月あまりたった4月13日にようやくビルボード誌で第1位を獲得した。さらに4月8日に第2弾シングル「バンド・オン・ザ・ラン」が発売されると、6月8日には第1位に到達、アルバムも再び首位に返り咲いた。結局断続的に4週間第1位を獲得し、トップ10内にも32週間ランクされ、1974年度年間第3位を記録した。またキャッシュボックス誌でも、断続的に4週間第1位を獲得し、1974年度年間ランキング第2位を記録した。一方、イギリスでもシングルがヒットするとともに上昇、発売から半年以上経過した7月27日から7週連続第1位を獲得し、トップ10内に計46週間もランクされるロング・ヒットとなった。
本作は音楽評論家からも非常に高く評価され、最高傑作に挙げられており、当時関係を修復したばかりのジョン・レノンも絶賛していた。『ローリング・ストーン誌が選ぶオールタイム・ベストアルバム500』においては第418位に選ばれている。
なおイギリスや一部のヨーロッパのカセットテープ版と8トラック・カートリッジ版では収録時間の関係で最初の「バンド・オン・ザ・ラン」と最後の「1985年」以外は曲順が異なっている。また、このアルバムには 4チャンネルステレオ・ミックス・ヴァージョンが存在しており、アメリカのみで8トラック・カートリッジがリリースされた。

## アートワーク
アルバムのアート・ディレクションはマッカートニーとイギリスのデザイン・アートグループ、ヒプノシスのストーム・ソーガソンが担当した。
アルバム・ジャケットの写真は、イギリスの写真家クライブ・アロウスミスによって撮影された。マッカートニーの発案による「バンドが逃亡中である」という基本コンセプトにしたがって「昔ながらのハリウッドの脱獄映画」のような「刑務所の塀を背に探照灯で照らし出される囚人の一団 (バンド)」とすることに決定された。
撮影はロンドン西部のハウンズローにあるオスタレー・パーク内の馬小屋棟の前で、1973年10月28日に行われた。囚人役として写真に登場している人物は、いずれも当時のイギリス人なら誰でも知っている著名人である。左から順に、
- マイケル・パーキンソン  –  トークショー『パーキンソン』の司会者、ジャーナリスト
- ケニー・リンチ  –  俳優、コメディアン、歌手
- ポール・マッカートニー
- ジェームズ・コバーン  –  俳優
- リンダ・マッカートニー
- クレメント・フロイト  –  コラムニスト、グルメ、座談家、国会議員、『ジャスト・ア・ミニット』のパネリスト、ジークムント・フロイトの孫
- クリストファー・リー  –  俳優
- デニー・レイン
- ジョン・コンテ  –  リヴァプール出身のライト・ヘヴィー級世界チャンピオン・ボクサー

この様な大きな仕事が初めてだったアロウスミスは、2つのミスを犯してしまっていた。一つ目は、撮影用に手配したスポットライトの能力が弱く、十分な光量が得られなかったことである。このため適切な露出を得るには全員が2秒間静止しなければならなかった。ところが撮影前にマッカートニーが開いたパーティーでみんな上機嫌になっていたため、じっとさせるのは至難の業だった。結局撮影できたのはフィルム2本分の24カットだけだったが、幸いにもそのうち4カットがぶれずに撮れていた。二つ目は、夜間の撮影だったのにもかかわらずタングステンフィルムではなく、昼光色フィルムを使用したことである。このため出来上がってきた写真は想定よりも黄色が強く出たものになってしまっていた。しかしマッカートニーはとても気に入り、4カットの内の1枚が選ばれた。
この模様はバリー・チャッティントンによって16ミリフィルムで撮影された。この26分間の映像はソーガソンとゴードン・ハウスによって8分に編集され、ウイングスの1975年から76年にかけてのワールド・ツアーでステージの背景として使用された。
後にマッカートニーは1985年のシングル「スパイズ・ライク・アス」のプロモーション・ビデオのエンディングで、このジャケット写真とビートルズのアルバム『アビイ・ロード』のジャケット写真の双方をパロディ化したシーンを映画『スパイ・ライク・アス』主演のチェビー・チェイス、ダン・エイクロイドと共に演じている。
また、裏ジャケットの写真もアロウスミスによるもので、逃亡中のメンバーを追跡している警察の机の上という設定である。なお、アメリカ盤のみ3人の写真の位置が異なっている。

## 収録曲

### オリジナル・アナログ・LP
| #         | タイトル                                         | 作詞・作曲                                    | リードボーカル         | 時間  |
| --------- | ------------------------------------------------ | --------------------------------------------- | ---------------------- | ----- |
| 1.        | 「バンド・オン・ザ・ラン」(Band on the Run)      | ポール・マッカートニー リンダ・マッカートニー | ポール・マッカートニー | 5:09  |
| 2.        | 「ジェット」(Jet)                                | ポール・マッカートニー リンダ・マッカートニー | ポール・マッカートニー | 4:08  |
| 3.        | 「ブルーバード」(Bluebird)                       | ポール・マッカートニー リンダ・マッカートニー | ポール・マッカートニー | 3:22  |
| 4.        | 「ミセス・ヴァンデビルト」(Mrs Vandebilt)        | ポール・マッカートニー リンダ・マッカートニー | ポール・マッカートニー | 4:40  |
| 5.        | 「レット・ミー・ロール・イット」(Let Me Roll It) | ポール・マッカートニー リンダ・マッカートニー | ポール・マッカートニー | 4:51  |
| 合計時間: | 合計時間:                                        | 合計時間:                                     | 合計時間:              | 22:10 |

| #         | タイトル                                             | 作詞・作曲                                    | リードボーカル                        | 時間  |
| --------- | ---------------------------------------------------- | --------------------------------------------- | ------------------------------------- | ----- |
| 1.        | 「マムーニア」(Mamunia)                              | ポール・マッカートニー リンダ・マッカートニー | ポール・マッカートニー                | 4:51  |
| 2.        | 「ノー・ワーズ」(No Words)                           | ポール・マッカートニー デニー・レイン         | ポール・マッカートニー デニー・レイン | 2:36  |
| 3.        | 「ピカソの遺言」(Picasso's Last Words (Drink to Me)) | ポール・マッカートニー リンダ・マッカートニー | ポール・マッカートニー                | 5:48  |
| 4.        | 「1985年」(Nineteen Hundred and Eighty Five)         | ポール・マッカートニー リンダ・マッカートニー | ポール・マッカートニー                | 5:30  |
| 合計時間: | 合計時間:                                            | 合計時間:                                     | 合計時間:                             | 18:45 |

| #         | タイトル                                             | 作詞・作曲                                    | リードボーカル                        | 時間  |
| --------- | ---------------------------------------------------- | --------------------------------------------- | ------------------------------------- | ----- |
| 1.        | 「マムーニア」(Mamunia)                              | ポール・マッカートニー リンダ・マッカートニー | ポール・マッカートニー                | 4:51  |
| 2.        | 「ノー・ワーズ」(No Words)                           | ポール・マッカートニー デニー・レイン         | ポール・マッカートニー デニー・レイン | 2:36  |
| 3.        | 「愛しのヘレン」(Helen Wheels)                       | ポール・マッカートニー リンダ・マッカートニー | ポール・マッカートニー                | 3:45  |
| 4.        | 「ピカソの遺言」(Picasso's Last Words (Drink to Me)) | ポール・マッカートニー リンダ・マッカートニー | ポール・マッカートニー                | 5:48  |
| 5.        | 「1985年」(Nineteen Hundred and Eighty Five)         | ポール・マッカートニー リンダ・マッカートニー | ポール・マッカートニー                | 5:30  |
| 合計時間: | 合計時間:                                            | 合計時間:                                     | 合計時間:                             | 22:30 |

### コンパクト・カセット
| #         | タイトル                                    | 作詞・作曲                                    | リードボーカル                        | 時間  |
| --------- | ------------------------------------------- | --------------------------------------------- | ------------------------------------- | ----- |
| 1.        | 「バンド・オン・ザ・ラン」(Band on the Run) | ポール・マッカートニー リンダ・マッカートニー | ポール・マッカートニー                | 5:09  |
| 2.        | 「マムーニア」(Mamunia)                     | ポール・マッカートニー リンダ・マッカートニー | ポール・マッカートニー                | 4:51  |
| 3.        | 「ノー・ワーズ」(No Words)                  | ポール・マッカートニー デニー・レイン         | ポール・マッカートニー デニー・レイン | 2:36  |
| 4.        | 「ジェット」(Jet)                           | ポール・マッカートニー リンダ・マッカートニー | ポール・マッカートニー                | 4:08  |
| 5.        | 「ブルーバード」(Bluebird)                  | ポール・マッカートニー リンダ・マッカートニー | ポール・マッカートニー                | 3:22  |
| 合計時間: | 合計時間:                                   | 合計時間:                                     | 合計時間:                             | 20:06 |

| #         | タイトル                                             | 作詞・作曲                                    | リードボーカル         | 時間  |
| --------- | ---------------------------------------------------- | --------------------------------------------- | ---------------------- | ----- |
| 1.        | 「ミセス・ヴァンデビルト」(Mrs Vandebilt)            | ポール・マッカートニー リンダ・マッカートニー | ポール・マッカートニー | 4:40  |
| 2.        | 「ピカソの遺言」(Picasso's Last Words (Drink to Me)) | ポール・マッカートニー リンダ・マッカートニー | ポール・マッカートニー | 5:48  |
| 3.        | 「レット・ミー・ロール・イット」(Let Me Roll It)     | ポール・マッカートニー リンダ・マッカートニー | ポール・マッカートニー | 4:51  |
| 4.        | 「1985年」(Nineteen Hundred and Eighty Five)         | ポール・マッカートニー リンダ・マッカートニー | ポール・マッカートニー | 5:20  |
| 合計時間: | 合計時間:                                            | 合計時間:                                     | 合計時間:              | 20:39 |

### CD
| #         | タイトル                                             | 作詞・作曲                                    | リードボーカル                        | 時間  |
| --------- | ---------------------------------------------------- | --------------------------------------------- | ------------------------------------- | ----- |
| 1.        | 「バンド・オン・ザ・ラン」(Band on the Run)          | ポール・マッカートニー リンダ・マッカートニー | ポール・マッカートニー                | 5:09  |
| 2.        | 「ジェット」(Jet)                                    | ポール・マッカートニー リンダ・マッカートニー | ポール・マッカートニー                | 4:08  |
| 3.        | 「ブルーバード」(Bluebird)                           | ポール・マッカートニー リンダ・マッカートニー | ポール・マッカートニー                | 3:22  |
| 4.        | 「ミセス・ヴァンデビルト」(Mrs Vandebilt)            | ポール・マッカートニー リンダ・マッカートニー | ポール・マッカートニー                | 4:40  |
| 5.        | 「レット・ミー・ロール・イット」(Let Me Roll It)     | ポール・マッカートニー リンダ・マッカートニー | ポール・マッカートニー                | 4:51  |
| 6.        | 「マムーニア」(Mamunia)                              | ポール・マッカートニー リンダ・マッカートニー | ポール・マッカートニー                | 4:51  |
| 7.        | 「ノー・ワーズ」(No Words)                           | ポール・マッカートニー デニー・レイン         | ポール・マッカートニー デニー・レイン | 2:36  |
| 8.        | 「ピカソの遺言」(Picasso's Last Words (Drink to Me)) | ポール・マッカートニー リンダ・マッカートニー | ポール・マッカートニー                | 5:48  |
| 9.        | 「1985年」(Nineteen Hundred and Eighty Five)         | ポール・マッカートニー リンダ・マッカートニー | ポール・マッカートニー                | 5:30  |
| 合計時間: | 合計時間:                                            | 合計時間:                                     | 合計時間:                             | 40:55 |

| #         | タイトル                                             | 作詞・作曲                                    | リードボーカル                        | 時間  |
| --------- | ---------------------------------------------------- | --------------------------------------------- | ------------------------------------- | ----- |
| 1.        | 「バンド・オン・ザ・ラン」(Band on the Run)          | ポール・マッカートニー リンダ・マッカートニー | ポール・マッカートニー                | 5:09  |
| 2.        | 「ジェット」(Jet)                                    | ポール・マッカートニー リンダ・マッカートニー | ポール・マッカートニー                | 4:08  |
| 3.        | 「ブルーバード」(Bluebird)                           | ポール・マッカートニー リンダ・マッカートニー | ポール・マッカートニー                | 3:22  |
| 4.        | 「ミセス・ヴァンデビルト」(Mrs Vandebilt)            | ポール・マッカートニー リンダ・マッカートニー | ポール・マッカートニー                | 4:40  |
| 5.        | 「レット・ミー・ロール・イット」(Let Me Roll It)     | ポール・マッカートニー リンダ・マッカートニー | ポール・マッカートニー                | 4:51  |
| 6.        | 「マムーニア」(Mamunia)                              | ポール・マッカートニー リンダ・マッカートニー | ポール・マッカートニー                | 4:51  |
| 7.        | 「ノー・ワーズ」(No Words)                           | ポール・マッカートニー デニー・レイン         | ポール・マッカートニー デニー・レイン | 2:36  |
| 8.        | 「愛しのヘレン」(Helen Wheels)                       | ポール・マッカートニー リンダ・マッカートニー | ポール・マッカートニー                | 3:45  |
| 9.        | 「ピカソの遺言」(Picasso's Last Words (Drink to Me)) | ポール・マッカートニー リンダ・マッカートニー | ポール・マッカートニー                | 5:48  |
| 10.       | 「1985年」(Nineteen Hundred and Eighty Five)         | ポール・マッカートニー リンダ・マッカートニー | ポール・マッカートニー                | 5:30  |
| 合計時間: | 合計時間:                                            | 合計時間:                                     | 合計時間:                             | 44:40 |

### 1999年25周年記念エディション
| #         | タイトル | 作詞  | 作曲・編曲 | 時間 |
| --------- | --- | ----- | ---------- | ---- |
| 1.        | 「PAUL McCARTNEY (Dialogue Intro) / Band on the Run (Nicely Toasted Mix)」 |       |            | 1:12 |
| 2.        | 「Band on the Run (Original) / PAUL McCARTNEY (Dialogue Link 1)」 |       |            | 2:17 |
| 3.        | 「Band on the Run (Barn Rehearsal 21 July 1989)」 |       |            | 4:59 |
| 4.        | 「PAUL McCARTNEY (Dialogue Link 2) / Mamunia (Original) / DENNY LAINE (Dialogue) / Mamunia (Original) / LINDA McCARTNEY (Dialogue) / PAUL McCARTNEY (Dialogue Link 3)」                    |       |            | 4:23 |
| 5.        | 「Bluebird (Live Australia - 1975)」 |       |            | 0:55 |
| 6.        | 「Bluebird (Original)/ PAUL McCARTNEY (Dialogue Link 4) (0:23)」 |       |            | 0:23 |
| 7.        | 「PAUL McCARTNEY (Dialogue Link 5) / No Words(Original) / GEOFF EMERICK (Dialogue)」 |       |            | 1:24 |
| 8.        | 「No Words (Original) / PAUL McCARTNEY (Dialogue Link 6) / TONY VISCONTI (Dialogue) / Band on the Run (Original) / TONY VISCONTI (Dialogue)」                                              |       |            | 1:47 |
| 9.        | 「Jet (Original from Picasso's Last Words) / PAUL McCARTNEY (Dialogue Link 7) / Jet (Original from Picasso's Last Words) / AL COURY (Dialogue)」                                           |       |            | 2:55 |
| 10.       | 「Jet (Berlin Soundcheck - 3 September 1993)」 |       |            | 3:52 |
| 11.       | 「PAUL McCARTNEY (Dialogue Link 8) / CLIVE ARROWSMITH (Dialogue)」 |       |            | 1:44 |
| 12.       | 「Nineteen Hundred and Eighty Five (Original) / PAUL McCARTNEY (Dialogue Link 9) / JAMES COBURN (Dialogue) / PAUL McCARTNEY (Dialogue Link 10) / JOHN CONTEH (Dialogue)」                  |       |            | 3:24 |
| 13.       | 「Mrs Vandebilt (Original) / PAUL McCARTNEY (Dialogue Link 11) / KENNY LYNCH (Dialogue)」                                                                                                  |       |            | 2:10 |
| 14.       | 「Let Me Roll It (Cardington Rehearsal - 5 February 1993) / PAUL McCARTNEY (Dialogue Link 12)」                                                                                            |       |            | 3:52 |
| 15.       | 「PAUL McCARTNEY (Dialogue Link 13) /Mrs Vandebilt (Background) / MICHAEL PARKINSON (Dialogue) / LINDA McCARTNEY (Band on the Run Photo Shoot) (Dialogue) / MICHAEL PARKINSON (Dialogue)」 |       |            | 2:25 |
| 16.       | 「Helen Wheels (Crazed) / PAUL McCARTNEY (Dialogue Link 14) / CHRISTOPHER LEE (Dialogue)」                                                                                                 |       |            | 5:32 |
| 17.       | 「Band on the Run (Strum Bit) /PAUL McCARTNEY (Dialogue Link 15) / CLEMENT FREUD (Dialogue)」                                                                                              |       |            | 1:01 |
| 18.       | 「Picasso's Last Words (Original)/ PAUL McCARTNEY (Dialogue Link 16) / DUSTIN HOFFMAN (Dialogue)」                                                                                         |       |            | 4:22 |
| 19.       | 「Picasso's Last Words (Drink to Me) (Acoustic Version)」 |       |            | 1:11 |
| 20.       | 「Band on the Run (Nicely Toasted Mix) / PAUL McCARTNEY (Dialogue Link 17)」 |       |            | 0:42 |
| 21.       | 「Band on the Run (Northern Comic Version)」 |       |            | 0:37 |
| 合計時間: | 合計時間: | 51:07 |            |      |

### 2010年アーカイブ・コレクション
| #         | タイトル                                                                     | 作詞・作曲                                    | リードボーカル         | 時間  |
| --------- | ---------------------------------------------------------------------------- | --------------------------------------------- | ---------------------- | ----- |
| 1.        | 「愛しのヘレン」(Helen Wheels)                                               | ポール・マッカートニー リンダ・マッカートニー | ポール・マッカートニー | 3:46  |
| 2.        | 「カントリー・ドリーマー」(Country Dreamer)                                  | ポール・マッカートニー リンダ・マッカートニー | ポール・マッカートニー | 3:08  |
| 3.        | 「ブルーバード (『One Hand Clapping』より)」(Bluebird)                       | ポール・マッカートニー リンダ・マッカートニー | ポール・マッカートニー | 3:27  |
| 4.        | 「ジェット (『One Hand Clapping』より)」(Jet)                                | ポール・マッカートニー リンダ・マッカートニー | ポール・マッカートニー | 3:56  |
| 5.        | 「レット・ミー・ロール・イット (『One Hand Clapping』より)」(Let Me Roll It) | ポール・マッカートニー リンダ・マッカートニー | ポール・マッカートニー | 4:23  |
| 6.        | 「バンド・オン・ザ・ラン (『One Hand Clapping』より)」(Band on the Run)      | ポール・マッカートニー リンダ・マッカートニー | ポール・マッカートニー | 5:13  |
| 7.        | 「1985年 (『One Hand Clapping』より)」(Nineteen Hundred and Eighty Five)     | ポール・マッカートニー リンダ・マッカートニー | ポール・マッカートニー | 5:58  |
| 8.        | 「カントリー・ドリーマー (『One Hand Clapping』より)」(Country Dreamer)      | ポール・マッカートニー リンダ・マッカートニー | ポール・マッカートニー | 2:18  |
| 9.        | 「ズー・ギャング」(Zoo Gang)                                                 | ポール・マッカートニー リンダ・マッカートニー | ポール・マッカートニー | 2:01  |
| 合計時間: | 合計時間:                                                                    | 合計時間:                                     | 合計時間:              | 34:10 |

### 2024年50周年記念エディション
| #         | タイトル                                             | 作詞・作曲                                    | リードボーカル                        | 時間  |
| --------- | ---------------------------------------------------- | --------------------------------------------- | ------------------------------------- | ----- |
| 1.        | 「バンド・オン・ザ・ラン」(Band on the Run)          | ポール・マッカートニー リンダ・マッカートニー | ポール・マッカートニー                | 5:17  |
| 2.        | 「マムーニア」(Mamunia)                              | ポール・マッカートニー リンダ・マッカートニー | ポール・マッカートニー                | 4:57  |
| 3.        | 「ノー・ワーズ」(No Words)                           | ポール・マッカートニー デニー・レイン         | ポール・マッカートニー デニー・レイン | 2:39  |
| 4.        | 「ジェット」(Jet)                                    | ポール・マッカートニー リンダ・マッカートニー | ポール・マッカートニー                | 4:13  |
| 5.        | 「ブルーバード」(Bluebird)                           | ポール・マッカートニー リンダ・マッカートニー | ポール・マッカートニー                | 3:27  |
| 6.        | 「ミセス・ヴァンデビルト」(Mrs Vandebilt)            | ポール・マッカートニー リンダ・マッカートニー | ポール・マッカートニー                | 4:40  |
| 7.        | 「1985年」(Nineteen Hundred and Eighty Five)         | ポール・マッカートニー リンダ・マッカートニー | ポール・マッカートニー                | 5:18  |
| 8.        | 「ピカソの遺言」(Picasso's Last Words (Drink to Me)) | ポール・マッカートニー リンダ・マッカートニー | ポール・マッカートニー                | 5:59  |
| 9.        | 「レット・ミー・ロール・イット」(Let Me Roll It)     | ポール・マッカートニー リンダ・マッカートニー | ポール・マッカートニー                | 4:57  |
| 合計時間: | 合計時間:                                            | 合計時間:                                     | 合計時間:                             | 41:27 |

## 演奏者
※トラック・ナンバーはUK再発盤CDに準拠。

### ウイングス
- ポール・マッカートニー  –  ヴォーカル (#1,2,3,4,5,6,7,8,9)、アコースティック・ギター (#1,3,4,6,8)、エレクトリック・ギター (#1,2,4,5,6,7,8,9)、ベース (#1,2,3,4,5,6,7,8,9)、エレクトリック・ピアノ (#1,4,8)、キーボード (#9)、シンセサイザー (#1,7)、モーグ・シンセサイザー (#2)、ピアノ (#2,9)、ドラムス (#2,4,5,7,8,9)、チャイム (#3)、ギロ (#3)、マラカス (#3)、トライアングル (#3)、シェイカー (#7,8,9)、パーカッション (#3,4,6)、バッキング・ヴォーカル (#1,2,3,4,5,6,7,8,9)
- リンダ・マッカートニー  –  キーボード (#2,4,7)、モーグ・シンセサイザー (#1,2,6)、オルガン (#5,9)、チャイム (#3)、シェイカー (#7,8,9)、バッキング・ヴォーカル (#1,2,3,4,5,6,7,8,9)
- デニー・レイン  –  ヴォーカル (#7)、アコースティック・ギター (#1,3,4,6,8)、エレクトリック・ギター (#1,2,4,5,6,7,8,9)、ベース (#9)、ピアノ (#2)、パーカッション (#4,6)、シェイカー (#8)、バッキング・ヴォーカル (#1,2,3,4,5,6,7,8,9)

### ゲスト
- ハウイー・ケイシー  –  サクソフォーン (#2,3,4)
- レミ・カバカ  –  ドラムス、パーカッション (#3)
- ジンジャー・ベイカー  –  パーカッション (#8)
- イアン・ホーン[注釈 24]  –  バッキング・ヴォーカル (#7)
- トレバー・ジョーンズ[注釈 25]  –  バッキング・ヴォーカル (#7)
- トニー・ヴィスコンティ  –  編曲、指揮 (#1,2,7,8,9)
- ボザール管弦楽団[注釈 26]  –  管弦楽器 (#1,2,7,8,9)

## チャート

### アルバム
| 年     | チャート             | 順位 |
| ------ | -------------------- | ---- |
| 1974年 | Billboard Pop Albums | 1    |

### シングル
| 年     | シングル          | チャート              | 順位 |
| ------ | ----------------- | --------------------- | ---- |
| 1974年 | "Helen Wheels"    | Billboard Pop Singles | 10   |
| 1974年 | "Jet"             | Billboard Pop Singles | 7    |
| 1974年 | "Band on the Run" | Billboard Pop Singles | 1    |

## 認定と売上
| 団体       | 賞                 | 日付           |
| ---------- | ------------------ | -------------- |
| RIAA – USA | ゴールド           | 1973年12月20日 |
| BPI – UK   | ゴールド           | 1974年1月1日   |
| RIAA – USA | プラチナ           | 1974年6月4日   |
| BPI – UK   | プラチナ           | 1975年5月1日   |
| RIAA – USA | プラチナ           | 1991年11月27日 |
| RIAA – USA | ダブル・プラチナ   | 1991年11月27日 |
| RIAA – USA | トリプル・プラチナ | 1991年11月27日 |

## グラミー受賞歴
- 第17回グラミー賞（1975）
最優秀ポップ・パフォーマンス賞（デュオまたはグループ、ヴォーカル部門） – シングル「バンド・オン・ザ・ラン」で受賞。
最優秀エンジニア・アルバム賞（ノンクラシック部門） – ジェフ・エメリックが受賞。
- 第54回グラミー賞（2012）
最優秀ヒストリカル・アルバム – アルバム『バンド・オン・ザ・ラン（スーパー・デラックス・エディション）』で受賞。